# 朝まで踊ろう
「朝まで踊ろう」（あさまでおどろう）、ないし、「キープ・オン・ダンシング」Keep on Dancing）は、アレン・A・ジョーンズ、アンドリュー・ラブ (Andrew Love)、リチャード・シャン (Richard Shann) が共作し、アメリカ合衆国のリズム・アンド・ブルースのグループであったジ・アヴァンティス (The Avantis)（同名のサーフ・ロック・バンド The Avantis とは別のグループ）が、アーゴ・レコードから1963年に最初にリリースし、後にザ・ジェントリーズが1965年にカバーした楽曲。その後、1971年には、ベイ・シティ・ローラーズによってもカバーされた。

## ザ・ジェントリーズのバージョン
ザ・ジェントリーズのバージョンは、1965年にヤングスタウンからリリースされ (Youngstown 601)、その直ぐ後からMGMレコードが全国に配給した。「朝まで踊ろう」は、1965年に Billboard Hot 100 の4位まで上昇し、2週間その位置に留まった。『キャッシュボックス』誌のチャートでは、最高5位に2週間留まった。通算では、Hot 100 に13週間、キャッシュボックスには14週間ランクインしていた。チャート圏外に去った後、売り上げは百万枚を突破した。
日本盤のタイトルは「キープ・オン・ダンシング」であった。
このバージョンの特筆すべき特徴は、実は短い録音素材を繰り返し使って、当時のポップ・シングル曲として典型的な長さにまで引き伸ばして作られているという点にある。フェードすると見せてジェントリーズのドラマー、ラリー・ウォール (Larry Wall) のドラム・フィルが入るところから後の後半は、実は前半と全く同じである。ジェントリーズは、通常ジミー・ハートとブルース・ボウルズ (Bruce Bowles) がボーカルを担当していたが、この曲ではギターのラリー・ラズベリー (Larry Raspberry) がリード・ボーカルをとっている。
このジェントリーズのバージョンは『Frat Rock! The Greatest Rock 'n' Roll Party Tunes of All-Time』や『Classic Rock (Time-Life Music)』などのコンピレーション・アルバムに収録されている。

### チャート（ザ・ジェントリーズのバージョン）
Billboard Hot 100（1965年9月11日付から13週間）、最高4位
『キャッシュボックス』（1965年9月4日付から14週間）、最高5位（98, 98, 66, 43, 28, 23, 16, 7, 5, 5, 6, 13, 23, 41)

## ベイ・シティ・ローラーズのバージョン
ベイ・シティ・ローラーズは、この曲をカバーして、イギリスにおけるデビュー・シングルとし、1971年に全英シングル・チャートの9位に達するヒットにした。
ノビー・クラーク (Nobby Clark) がボーカルをとっていたこのバージョンは、シングルだけで、正規のスタジオ・アルバムには収録されなかった。1974年にボーカルがレスリー・マッコーエンになって録音され直したバージョンが、正規のスタジオ・アルバム『噂のベイ・シティ・ローラーズ (Once Upon a Star)』（1975年）に収録され、さらに北米市場向けの編集盤『ベイ・シティ・ローラーズ (Bay City Rollers)』（1975年）や日本独自編集盤『ニュー・ベスト』（1976年）などのコンピレーション・アルバムにも収録された。1972年にリリースされた日本盤シングルのタイトルも、以降のアルバムの日本盤における曲名表記も「朝まで踊ろう」である。